# 마치무라 노부타카
마치무라 노부타카(일본어: 町村 信孝, 1944년 10월 17일 ~ 2015년 6월 1일)는 일본의 정치인이다.
일본 중의원의 구성원이자 자유민주당의 핵심 인물로, 후쿠다 다케오 전 총리가 퇴임 후 만든 세이와 정책 연구회 (清和政策研究会)의 회장, 일중우호의원연맹(日中友好議員連盟)의 부회장을 맡았다. 2007년부터 2008년까지 후쿠다 야스오 총리 내각에서 내각관방장관을 지냈으며, 그 이전에는 외무대신과 문부과학대신을 역임한 바 있다. 2014년 12월 24일 중의원 의장에 취임하였으나 뇌경색이 재발해 4개월만에 사임하였다.
조부는 사업가, 정치인 마치무라 긴야(町村金弥), 부친은 일본 내무성 관료를 지낸 마치무라 긴고(町村金五)이다. 외조부는 법학자 구와타 구마조(桑田熊蔵)이다.

## 어린 시절과 교육
시즈오카현 누마즈시에서 태어나 도쿄 대학과 미국 웨슬리언 대학교에서 수학하였다.

## 경력
마치무라는 1983년 12월 선거에서 중의원의 첫 기간으로 선출되었고, 그 이래 각각의 선거에서 재선되었다. 1997년 9월 11일 하시모토 류타로 총리의 2차 내각의 일부로서 문부과학대신이 되었고, 1988년 7월 31일 오부치 내각에서 외무 정무 차관이 되었다. 2000년 3월 총리의 특별 조언자가 되어 오부치 게이조와 그의 후임자 모리 요시로 아래에서 지냈다. 그는 2001년 1월 6일 다시 문부과학대신에 재임하기 전에 2000년 12월 5일 과학기술청의 사무총장이 되었다.
그는 2004년 9월 27일부터 2005년 10월 31일까지 고이즈미 준이치로 총리 아래 외무대신이었다. 그의 목표들은 국경 분쟁을 해결하는 데 중화인민공화국과 대한민국과 관계들에 러시아와 조약을 맺고, 1970년대와 1980년대 동안에 조선민주주의인민공화국의 행위자들에 의하여 납치된 일본인 인질들이 어디에 있나 조사하는 것을 포함하였다. 2005년 9월 11일에 이어 개조된 내각에서 그는 아소 다로에 의하여 대체되었다.
2007년 8월 27일 그는 아베 신조 총리에 의하여 다시 외무대신으로 임명되었다. 2006년 마치무라는 자유민주당의 큰 당파 세이와 정책 연구회의 회장이 되었다. 그해 9월 14일 아베 총리의 사임에 이어 그의 후임자가 되는 데 마치무라는 후쿠다 야스오의 입찰을 지지하였다. 그해 이래 그는 나카가와 히데나오와 다니가와 슈젠과 나란히 합동으로 회장을 맡았다.
9월 16일 후쿠다 정부가 선서하면서 마치무라는 주요 내각 서기와 유괴 논쟁의 담당을 맡는 내각관방장관이 되었다. 그는 2008년 9월 24일에 임명된 아소 총리의 내각에서 가와무라 다케오에 의하여 대체되었다.

## 개인 생활
2007년 12월 18일 마치무라는 자신이 UFO의 현존을 믿었다고 공식 기자 회견에서 말하였다.
2015년 6월 1일 오사카의 자택에서 뇌경색으로 사망하였다.

## 같이 보기
- 한일의원연맹
- 자유민주당
- 후쿠다 야스오
- 내각관방장관